# مصادر مستقلة
يشير مصطلح «المصادر المستقلة المتعددة» المستخدم في مجالات الصحافة والعدالة الجنائية والعلوم والبحوث العامة، إلى اثنين أو أكثر من الأشخاص أو المنظمات أو الكيانات أو الموضوعات غير المرتبطة ببعضها البعض، والتي توفر مجموعة معينة من المعلومات أو النماذج. فعلى سبيل المثال، يمكن اعتبار شخصين منفصلين شهدا على حادثة مرورية، بشكل مباشر، مصدرين مستقلين. ومع ذلك، إذا شهد أحد الأشخاص على حادثة وأخبر بها شخصًا آخر، فبالتالي لا يمكن القول إن هذين الشخصين مستقلان، نظرًا لأن أحدهما سيعتمد على الآخر في الحصول على المعلومات. كذلك، إذا شهد شخصان على حادث ما واستغرقا بعض الوقت في مناقشة ما شاهداه قبل أن تُطلب استشارتهما واتفقا على قصة متناسقة، فإنهما بذلك لم يعودا أيضًا مستقلين. وكمثال آخر، يمكن اعتبار جهازين علميين مصادر مستقلة لبيانات القياس، ما لم يتشاركا في نفس الأسلاك أو إمداد التيار الكهربائي (أو نفس العوامل).
ويعد اللجوء إلى المصادر المستقلة المتعددة تقنية شائعة الاستخدام للكشف عن حالات الخطأ والتمويه، نظرًا لأن ظهور أي تباعد أو تناقضات بين البيانات أو نماذج البيانات سيؤدي على الأرجح إلى الإشارة إلى وجود واحدة من هذه الحالات.
وبصورة شائعة[بحاجة لمصدر]، يتمثل المعيار الأدنى لصحيفة نيويورك تايمز الخاص بالإبلاغ عن إحدى الحقائق المنسوبة إلى متحدث واحد في التأكد من صحة الخبر بالاعتماد على ما لا يقل عن اثنين من المصادر المستقلة.
الإبلاغ الدائري عبارة عن موقف تظهر فيه المصادر المتعددة على أنها مستقلة، لكن في حقيقة الأمر تكون تلك المصادر ناشئة من مصدر واحد. ونظرًا لاحتمالية حدوث الإبلاغ الدائري سهوًا في كثير من الحالات، فيلزم اتخاذ مزيد من العناية لضمان أن المصادر المتعددة مستقلة بالفعل، وليست مترابطة بطريقة غامضة.